# José Sazatornil
José Buendía Sazatornil, também conhecido como Saza é um ator espanhol, nascido na cidade de Barcelona em 13 de agosto de 1925 e vencedor do prêmio Goya em 1989.